# Christian Malycha
Christian Alexander Malycha (* 12. Dezember 1978 in Herdecke, Westfalen) ist ein deutscher Kunsthistoriker. 

## Leben
Nach Beendigung der Schulzeit am Evangelischen Gymnasium/Evangelische Landesschule zur Pforte in Meinerzhagen und der Uppingham School in Uppingham, England, studierte Christian Malycha Kunstgeschichte und Philosophie an der Humboldt-Universität zu Berlin, der Universität der Künste Berlin sowie der Universität Potsdam bei Horst Bredekamp und Robert Kudielka mit dem Schwerpunkt auf Malerei und Bildhauerei im 20. und 21. Jahrhundert. Das Studium schloss er mit einer Arbeit über die Motivumkehr im Werk von Georg Baselitz ab.
In Zusammenarbeit mit der Universität der Künste Berlin, der Kunsthochschule Berlin-Weißensee sowie der Hochschule für Bildende Künste Braunschweig initiierte er gemeinsam mit Kommilitoninnen 2002–2003 einen Ausstellungsraum in Berlin, um bereits während des Studiums in Austausch mit den Künstlern der eigenen Generation zu treten. Es folgten zahlreiche freie Mitarbeiten, eigene Ausstellungen, Veröffentlichungen und Vorträge für Kunstvereine, Museen und andere Institutionen in Deutschland, Europa und Nordamerika, u. a. zu: Georg Baselitz, André Butzer, Günther Förg, Meuser, Albert Oehlen, Jana Schröder und Franz West. Von 2013 bis 2018 war er künstlerischer Leiter und Geschäftsführer des Kunstvereins Reutlingen, von 2018 bis 2020 war er Mitglied des Leitungsteams des auf Kunstbücher spezialisierten Kerber Verlags. Seit 2019 ist er kuratorisches Vorstandsmitglied der Friedrichs Foundation in Bonn / Weidingen und seit 2020 leitet er das André Butzer Archive in Altadena / CA und Rangsdorf.
In den Jahren von 2009 bis 2010 war er Lehrbeauftragter an der Kunsthochschule Berlin-Weißensee, im Jahr 2012 Gastdozent an der Staatlichen Akademie der Bildenden Künste Karlsruhe sowie von 2011 bis 2015 Tutor im internationalen Stipendiatenprogramm des Künstlerhaus Bethanien Berlin. Mit der Gestalterin Dorothee Heine verantwortete er in den Jahren von 2010 bis 2014 das Programm der Veröffentlichungsreihe Q.H.S.O.I.Q.O.C.M.S., in der unter anderem das letzte Künstlerbuch von Franz West zu dessen lebenslanger Beschäftigung mit Ludwig Wittgenstein erschien. Von 2015 bis 2018 unterrichtete er als Lehrbeauftragter am Kunsthistorischen Institut der Eberhard Karls Universität Tübingen, 2017 an der Staatlichen Akademie der Bildenden Künste Stuttgart.
Malycha nimmt regelmäßig ehrenamtliche Jurytätigkeiten wahr, u. a. für die Kunst am Bau-, Auslandsstipendien- und Ankaufskommission des Landes Baden-Württemberg, sowie für die GEDOK und den Hugo-Häring-Preis der Sektion Neckar/Alb des BDA.

## Ausstellungen (Auswahl)
2003
- Deleuze und die Künste, ZKM – Zentrum für Kunst und Medientechnologie, Karlsruhe
- La Poetica dell’Arte Povera, Kunstmuseum Kloster Unser Lieben Frauen, Magdeburg (Katalog)

2005
- Touché [1974–2005] K.H. Hödicke an der UdK, Universität der Künste, Berlin (Katalog)

2006
- Tales from the Travel Journal vol. 1, Contemporary Art Centre, Vilnius (Katalog)

2007
- Berlin Noir, Perry Rubenstein Gallery, New York

2008
- Miriam Vlaming, Kunsthalle Mannheim (Katalog)
- Torben Giehler, Künstlerhaus Bethanien, Berlin (Katalog)
- Valérie Favre, Kunstverein Ulm (Katalog)

2009
- Karin Sander: Zeigen. Eine Audiotour, Temporäre Kunsthalle, Berlin (Katalog)
- George says, No Martini, no Party!, Appartement, Berlin
- Holy Destruction, Galerie Polad-Hardouin, Paris (Katalog)

2010
- Nur Wahrheit – ehrlich, tod-sicher: Maske, Handschuh und Skelett, 8. Salon, Hamburg (Katalog)
- The Bushwick Schlacht!, Fortress to Solitude, New York

2011
- André Butzer – Der wahrscheinlich beste abstrakte Maler der Welt, Kestnergesellschaft, Hannover (Katalog)
- Jorn international, ARoS – Aarhus Kunstmuseum, Aarhus (Katalog)
- Philipp Schwalb – Meine himmlische Mutter ruft, Ich erscheine. (REFERENZLOZ), Kunstverein Heppenheim (Katalog)
- Abstract confusion, b–05 Montabaur / Kunstverein Ulm / Neue Galerie Gladbeck / Kunsthalle Erfurt (Katalog)

2012
- Es gibt … Reflexionen aus einem beschädigten Leben?, b–05 Montabaur (Katalog)
- Eine Frau, ein Baum, eine Kuh, Museum für Konkrete Kunst, Ingolstadt / Kunstraum München (Katalog)
- Adam Saks – Ende Neu, Städtische Galerie Offenburg (Katalog)
- Karsten Konrad – Elegantly wasted, Landskrona Konsthall, Landskrona (Katalog)
- Status. Berlin (1), Künstlerhaus Bethanien, Berlin (Katalog)

2013
- Madeleine Boschan – Say a body. Where none. Say a place. Where none. For the body. To be in, Kunstverein Ulm (Katalog)
- Axel Anklam – Apeiron, Kunstsammlung Jena (Katalog)

2014
- 17 Abstract Paintings: Discussing Abstract Painting, Wertheim, Köln
- Kalin Lindena, Kunstverein Reutlingen (Katalog)
- Thomas Arnolds, Kunstverein Reutlingen (Katalog)
- Wo ist hier? #1: Malerei und Gegenwart, Kunstverein Reutlingen
- Fürchtet euch nicht. Bestimmungen des Feldes zu einer gegebenen Zeit. Malerei nach 2000, Neue Galerie Gladbeck

2015
- André Butzer, Kunstverein Reutlingen (Katalog und Künstlerbuch)
- Wo ist hier? #2: Raum und Gegenwart, Kunstverein Reutlingen
- Madeleine Boschan | Andy Hope 1930: Escapement, Neue Galerie Gladbeck
- Monika Michalko, Galerie im Marstall, Ahrensburg (Katalog)

2016
- Georg Baselitz + Albert Oehlen, Kunstverein Reutlingen (Katalog)
- Henning Strassburger, Kunstverein Reutlingen (Katalog)
- Paula Doepfner, Kunstverein Reutlingen (Katalog)
- André Butzer, Neue Galerie Gladbeck
- Florian Baudrexel, Kunstverein Reutlingen (Katalog)
- Hedwig Eberle, Kunstverein Reutlingen (Katalog)

2017
- Axel Anklam: Schneeland, Kunstverein Reutlingen (Katalog)
- André Butzer, Metro Pictures, New York (Katalog)
- Inga Danysz: Insufficient Funds, Kunstverein Reutlingen (Katalog)
- Bernd Koberling. Werke 1963–2017, MKM Museum Küppersmühle für Moderne Kunst, Duisburg (Katalog)
- Talisa Lallai: Timbuktu, Kunstverein Reutlingen (Katalog)
- Albert Oehlen, Galerie Fred Jahn, München
- Adam Saks: Inhaling Darkness, Exhaling Galaxies, Kunstverein Reutlingen (Katalog)
- Jana Schröder, Kunstverein Reutlingen (Katalog)
- Henning Strassburger: [MIAE] Meditations in an Emergency, Neue Galerie Gladbeck (Katalog)
- Grace Weaver: Pedestrian, Kunstverein Reutlingen (Katalog)

2018
- Tamina Amadyar, Kunstverein Reutlingen (Katalog)
- Thomas Arnolds, Kunstverein Heppenheim
- André Butzer, André Butzer, IKOB – Museum für Zeitgenössische Kunst, Eupen (Katalog)
- Anna Fasshauer Michail Pirgelis Rebecca Warren, Kunstverein Reutlingen
- Günther Förg [Ohne Titel] 1976–2008. Gemälde und Werke auf Papier aus der Sammlung Friedrichs, Kunstverein Reutlingen (Katalog)
- Günther Förg: Bilder aus der Sammlung Friedrichs, Bibliothek Günther Förg, Weidingen (Katalog)
- Albert Oehlen & Julian Schnabel, Galerie Max Hetzler, Berlin (Katalog)

2019
- Tamina Amadyar & Anna Fasshauer – It’s a Match, Oldenburger Kunstverein, Oldenburg
- André Butzer, Metro Pictures, New York (Katalog)
- Jetzt! Junge Malerei in Deutschland, Deichtorhallen Hamburg / Kunstmuseum Bonn / Museum Wiesbaden / Kunstsammlungen Chemnitz (Katalog)
- Albert Oehlen, Gagosian Gallery, Hongkong (Katalog)
- Some Trees, Nino Mier Gallery, Los Angeles
- Grace Weaver: Little Sister, Oldenburger Kunstverein, Oldenburg (Katalog)

2020
- Bed and Clock, Moon and Beach: Edvard Munch, Galerie Max Hetzler, Berlin
- Andreas Breuning: Play me / We have no Probs, Kunstverein Heppenheim (Katalog)
- André Butzer: Light, Colour and Hope, YUZ Museum, Shanghai (Katalog)[8]
- Echo Chambers, Galerie Bärbel Grässlin, Frankfurt am Main (Katalog)
- Günther Förg, Galerie Bärbel Grässlin, Frankfurt am Main (Katalog)
- Jana Schröder: The Early Years, Kopfermann-Fuhrmann Stiftung, Düsseldorf (Katalog)
- Henning Strassburger: Die Unschuldigen, Contemporary Fine Arts, Berlin (Katalog)[9]

2021
- 12 years of collecting André: An exhibition of works by André Butzer organized by Nino Mier, Nino Mier Gallery, Los Angeles (Katalog)
- Accesso: André Butzer, Albert Oehlen, David Schutter, Jana Schröder, Raphaela Simon, Ulrich Wulff, Alfonso Artiaco, Neapel
- Andreas Breunig: inscrutable glade & cleaning projects (Full Circle), Galerie Bärbel Grässlin, Frankfurt am Main (Katalog)
- André Butzer, Galería Heinrich Ehrhardt, Madrid (Katalog)
- André Butzer, Gió Marconi, Mailand (Katalog)
- André Butzer – Rohe Milch, Galerie Max Hetzler, Berlin (Katalog)
- Jewels: Gabi Dziuba / Henning Strassburger, Galerie Nagel Draxler, München (Katalog)
- Norbert Möslang: ÖMEGA MAN II, JUBG. Köln (Katalog)
- Nothing in particular: Madeleine Boschan, Günther Förg, Beth Letain, Stefan Müller, Friedrichs Foundation, Weidingen (Katalog)
- Albert Oehlen: unverständliche braune Bilder, Galerie Max Hetzler, Berlin (Katalog)
- Jana Schröder: NEUROSOX Lapse of Memory, Galerie Bärbel Grässlin, Frankfurt am Main (Katalog)
- Grace Weaver, Soy Capitán, Berlin (Katalog)
- Josef Zekoff, Kunstverein Heppenheim (Katalog)

2022
- Thomas Arnolds / Imi Knoebel, Friedrichs Foundation, Weidingen (Katalog)
- Peppi Bottrop: Dream on, Sies + Höke, Düsseldorf (Katalog)
- Andreas Breunig: Adaptability (PRO), Nino Mier Gallery, Los Angeles (Katalog)
- Andreas Breunig: Adaptability (CONTRA), Nino Mier Gallery, Brüssel (Katalog)
- André Butzer, Friedrichs Foundation, Weidingen (Katalog)
- André Butzer: Wanderer, Galerie Max Hetzler, London (Katalog)
- Oska Gutheil 20 22, Kunstsammlung Jena (Katalog)
- Die Innenwelt der Außenwelt der Innenwelt, Soy Capitán, Berlin
- Mehmet & Kazim: Bad and Boujee, Pilevneli, Istanbul (Katalog)
- The Most Dangerous Game, Spurs Gallery, Peking
- Grace Weaver: TRASH-SCAPES, Galerie Max Hetzler, London
- wir sagen uns Dunkles dark things we tell each other, Miettinen Collection | Salon Dahlmann, Berlin

2023
- Erwin Bechtold, Friedrichs Foundation, Weidingen (Katalog)
- Andreas Breunig: L’informazione e i suoi apparati, Alfonso Artiaco, Neapel
- André Butzer, Museo Thyssen-Bornemisza, Madrid (Katalog)
- André Butzer, Nino Mier Gallery, New York (Katalog)
- André Butzer: Kirschmichel, Galerie Max Hetzler, Berlin (Katalog)
- André Butzer: Maikäfer flieg!, Kunstverein Friedrichshafen (Katalog)
- das gelbe Licht 6 Uhr nachmittags, Galerie Max Hetzler, Berlin
- Günther Förg: Trunk Road and Branch Roads, Long Museum, Shanghai (Katalog)
- Günther Förg: Tupfenbilder, Hauser & Wirth, London
- Imi Knoebel: ecetera, Galerie Bärbel Grässlin, Frankfurt am Main (Katalog)
- Jinn Bronwen Lee / André Butzer, Galerie Max Hetzler, Berlin (Katalog)
- Albert Oehlen, Friedrichs Foundation, Weidingen (Katalog)
- Jana Schröder: Perla Synthics, Nino Mier Gallery, New York (Katalog)
- Jana Schröder: Perlasynthics & PoMu, Galerie Bärbel Grässlin, Frankfurt am Main (Katalog)

2024
- André Butzer: Glaube, Liebe und Hoffnung, Museo Novecento, Florenz (Katalog)
- André Butzer: »... und der Tod ist auch ein Leben.«, Museo Stefano Bardini, Florenz (Katalog)
- André Butzer: Herr Mändelchen (2002), Livie Gallery, Zürich (Katalog)
- André Butzer, Carbon 12, Dubai (Katalog)
- André Butzer, Gesellschaft für Gegenwartskunst, Augsburg (Katalog)
- André Butzer / Hans Josephsohn, Galerie Max Hetzler, Berlin (Katalog)
- Gabi Dziuba & Friends, Schmuckmuseum Pforzheim (Katalog)
- Hedwig Eberle: Slip on through, Kunstverein Heppenheim

2025
- Peppi Bottrop, Andreas Breunig, Jana Schröder: 20:15, Gesellschaft für Gegenwartskunst, Augsburg (Katalog)
- André Butzer, Skarstedt, New York (Katalog)
- André Butzer: Frau am Tisch mit Früchten, Galerie Max Hetzler, Paris
- Secundino Hernández, Friedrichs Foundation, Weidingen (Katalog)
- Im Land der Motive brennt kein Licht mehr, Sammlung Grässlin, St. Georgen (Katalog)
- Franz West: Dinge und Menschen II, Galerie Bärbel Grässlin, Frankfurt am Main (Katalog)
- Ulrich Wulff, Galería Ehrhardt Flórez, Madrid (Katalog)

## Veröffentlichungen

### Monografien
- Sein und Bild. André Butzer 1994–2014, Kerber, Bielefeld 2017
- Das Motiv ohne Inhalt. Georg Baselitz 1959–1969, Kerber, Bielefeld 2008

### Kleine Schriften
- Bleaching is Teaching, in: Henning Strassburger – Bleaching is Teaching, Ausstellungskatalog Kunstverein Reutlingen, Kerber, Bielefeld 2016
- Intuition und Science Fiction, in: Florian Baudrexel – Gelächter von außen, Ausstellungskatalog Kunstverein Reutlingen, Wasmuth, Tübingen 2016
- Travail & Joie: Henri Matisse, in: Farbe – Geist und Erinnerung, Ausstellungskatalog Gratianus Stiftung, Reutlingen 2016
- Ordnung und Aufruhr, in: Hedwig Eberle, Ausstellungskatalog Kunstverein Reutlingen, Wasmuth, Tübingen 2016
- Wer stellt es ins Gestirn und giebt das Maß, in: Ausstellungskatalog Kunstverein Reutlingen, Neske, Pfullingen 2016
- 1. ist sie keine Frau, und 2. tanzt sie nicht, in: Kalin Lindena, Ausstellungskatalog Kunstverein Reutlingen, Wasmuth, Tübingen 2015
- Anfangen. Abschließen. Wieder anfangen …, in: Top 15: Meisterschüler der Staatlichen Akademie der Bildenden Künste Karlsruhe, Ausstellungskatalog Kunstverein Reutlingen, Karlsruhe 2015
- partly because of … Frank O’Hara, in: Madeleine Boschan – Technicolor: a) Feld, b) Fläche, Ausstellungskatalog Marburger Kunstverein, Harpune, Wien 2015
- das Offene schauen, ein Eigenes suchen, so weit es auch ist, in: Thomas Arnolds, Ausstellungskatalog Kunstverein Reutlingen, Holzwarth Publications, Berlin 2014
- Die Orly Situation, in Michael Biber – Le Rêve, Ausstellungskatalog Galerie Matthias Jahn, München 2014
- nach den Maschinen, in: Axel Anklam – Über Winde, Wasser und Gegenden, Ausstellungskatalog Kunstverein Gütersloh, Berlin 2014
- Celestial Geometry – Life and Death in André Butzer’s N-Paintings, in: Fortress to Solitude, hrsg. Guillermo Creus, New York 2013
- Hier stand eine große Blume, aber sie ist gepflückt worden … Marie Zolamian, in: BE Magazin #20 – Künstlerhaus Bethanien Berlin, 2013
- Es gibt …, in: Es gibt … Reflexionen aus einem beschädigten Leben?, Ausstellungskatalog b-05 Montabaur, Kerber, Bielefeld 2012
- Mondrian, von Wiegand, Butzer, in: Eine Frau, ein Baum, eine Kuh, Ausstellungskatalog Museum für Konkrete Kunst Ingolstadt, Kunstraum München, München 2012
- Spielen, spannen, kehren, biegen um –, in: Isabel Kerkermeier – re|flections, Ausstellungskatalog Galerie der Stadt Backnang, Kettler, Bönen 2012
- Ekstasen der Zeitenmischung (mit Klaus Theweleit), in: Jan Muche. Der Grund, Kerber, Bielefeld 2011
- Kant und das Problem der Neo-Cézannistischen Malerei, in: Meise, Nr. 8/9/10, 2011
- Man kann sich kein Bild von N machen, in: André Butzer – Der wahrscheinlich beste abstrakte Maler der Welt, Ausstellungskatalog Kestnergesellschaft Hannover, Walther König, Köln 2011
- Mondrian werden wir hier heute auf jeden Fall nicht mehr sehen. CM im Gespräch über die ›Neue Abstraktion‹, in: Kunstforum international, September 2011, Bd. 211
- The ones you won’t see on MTV: Rose Eken, in: BE Magazin #18 – Jahresschrift des Künstlerhaus Bethanien Berlin, 2011
- Was momentan da ist u. a., in: Enzyklopädie des 8. Salons, Mai 2011
- Zwei oder drei Dinge, die man vom Abstrakten weiß, in: Abstract confusion, Ausstellungskatalog Kunstverein Ulm u. a., Kerber, Bielefeld 2011
- Ele / men / ten / lehre, in: Thomas Arnolds. Papier / Öl / Luft, Q.H.S.O.I.Q.O.C.M.S., Berlin 2010
- Welle und Fensterrahmen, in: Michael Biber // Mirko Tschauner – Tisch und Tafel, Ausstellungskatalog Bourouina Gallery, Berlin 2010
- ADAM ELEPHANT iSLAND SAKS, in: Adam Saks – Elephant Island, Kerber, Bielefeld 2009
- Sperrfeuer gegen die Historie, in: Holy Destruction, Ausstellungskatalog Galerie Polad-Hardouin, Paris 2009
- any way, anyway …, in: Valérie Favre – Malerei, Ausstellungskatalog Kunstverein Ulm, Kerber, Bielefeld 2008